# Принсбург (город, Миннесота)
Принсбург (англ. Prinsburg) — город в округе Кандийохай, штат Миннесота, США. На площади 2,7 км² (2,7 км² — суша, водоёмов нет), согласно переписи 2002 года, проживают 458 человек. Плотность населения составляет 167,7 чел./км².
- Телефонный код города — 320
- Почтовый индекс — 56281
- FIPS-код города — 27-52558[1]
- GNIS-идентификатор — 0649739[2]

## История
Строительство Принсбурга было спланировано в 1886 году Мартином Принсом, совладельцем голландской фирмой недвижимости <<Принс и Званенбург>>. Принс и его деловые партнёры — Теодор Кох и Дэниел Харпер — оформили покупку земли в 1885 году, и вскоре на этом месте появился город.
В июне 1952 года Принсбург был признан деревней.

## География
Согласно Бюро переписи населения США, город занимает одну квадратную милю.

## Культура
Принсбург считается одним из самых консервативных городов Миннесоты.